# 乌鲁木齐高新技术产业开发区
乌鲁木齐高新技术产业开发区（維吾爾語：يۇقىرى، يېڭى تېخنىكىلىق كەسىپلەر تەرەققىيات رايونى‎）(新市区)位于新疆维吾尔自治区乌鲁木齐市新市区东部，东临河滩路，南起新医路，西临太原路以及乌昌快速路，北至乌鲁木齐中心城北边界，总体规划面积为326平方公里。
1992年8月成立，同年11月被中华人民共和国国家发展和改革委员会国务院批准为国家级高新技术产业开发区，园区常住人口为80万人。乌鲁木齐高新技术产业开发区是经国务院批准的全国首批54个国家级高新技术产业开发区之一。